# Jean-Pierre Peys
Pas d'image ? Cliquez ici

a Compétitions nationales et continentales officielles uniquement.

Jean-Pierre Peys, né le 16 décembre 1951 à Sauvagnon (Pyrénées-Atlantiques), est un joueur français de rugby à XV évoluant au poste de troisième ligne aile, principalement avec la Section paloise du début des années 1970 jusqu'au début des années 1980.
Professeur de sport au lycée agricole de Montardon, il est maire de Sauvagnon de 1989 à 2020.

## Carrière sportive

### Joueur
Jean-Pierre Peys naît le 16 décembre 1951 à Sauvagnon, près de Pau. Il grandit dans sa commune natale, où il commence le rugby à XV avec le Réveil sauvagnonnais, fondé en 1965. En 1971, encore junior, il part pour la Section paloise et l'entraîneur Gérard Lom en fait rapidement un titulaire en troisième ligne.
Jean-Pierre Peys subit une grave blessure lors d'un match amical en 1972 face à Sauvagnon. Victime d'un traumatisme crânien, il subit une opération délicate et entame une longue période de rééducation pour retrouver ses facultés. Malgré les doutes quant à son retour sur le terrain, il poursuit ses études et se forme pour devenir professeur d'éducation physique à Bordeaux. Néanmoins, le rugby reste une passion pour lui, et après avoir obtenu l'autorisation médicale nécessaire, il reprend finalement le jeu avec son club. Sa performance satisfaisante et sa détermination à retrouver son niveau lui laissent entrevoir la possibilité de réintégrer l'équipe première, malgré une forte concurrence de Christian Loustaudine. 
En 1977, il devient capitaine de la Section paloise,.  
En 1980, il rejoint l'US Marmande dont il devient le capitaine, afin d'aider le club à accéder au groupe A. Marmande est alors entrainé par le béarnais Charly Canérot. 
En 1983, Peys revient dans le Béarn, en rejoignant les rangs de l'US Morlaàs.

### Entraîneur
Ayant pris sa retraite sportive, Peys devient entraîneur de l'US Morlaàs, puis de la Section paloise, lors de la saison 1988- 1989. 

## Auteur
Il est l'auteur du livre « Rugby total et entraînement », publié en 1990 aux Éditions Vigot-Maloine.

## Maire
Ayant mis un terme à sa carrière sportive, Jean-Pierre Peys se consacre à la politique et devient maire de Sauvagnon de 1989 à 2020.